# Вірлів
Ві́рлів — село в Україні, у Зборівській міській громаді Тернопільського району Тернопільської області. Розташоване на річці Західна (Мала) Стрипа, на заході району. До 2016 — центр сільради, якій було підпорядковане с. Храбузна.
Населення — 346 осіб (2003).

## Історія
Перша писемна згадка — 1732 рік у візитаційних матеріалах Львівської єпархії (Книга Ркл-11) фондів Національного музею у Львові.].
До 1772 р. село належало до Руського воєводства — адміністративно-територіальної одиниці (з центром у Львові) Королівства Польського Речі Посполитої, утвореної близько 1434 р. з тих земель Галицько-Волинської держави, які вона захопила в останній чверті XIV століття. Після утворення ЗУНР — Української держави на українських етнічних землях колишньої Австро-Угорщини — увійшло до її складу. Після окупації Польщею від 1919 до 1939 року належало до Тернопільського воєводства.
Село колись належало родині Ліпінських. Відомий польський скрипаль Кароль Ліпінський придбав маєток 1845 року. Він бував тут на відпочинку, а 1859 оселився постійно. По його смерті власність перейшла до рук синів Густава та Константія. За заповітом композитора прибутки маєтку мали йти на заснування фонду, з котрого виплачувано стипендії юним скрипалям для навчання у Львові, Неаполі та Відні. Фонд діяв до початку Першої світової війни. Станом на 1880 рік в селі був 121 будинок та 649 мешканців. З них — 635 гр.-католиків,20 римо-католиків,38 юдеїв, 636 — русинів,57 -поляків. Місцева парафія — греко-католицька. Церква — Св. Михаїла.
12 червня 2020 року, відповідно до розпорядження Кабінету Міністрів України № 724-р «Про визначення адміністративних центрів та затвердження територій територіальних громад Тернопільської області» увійшло до складу Зборівської міської громади.
19 липня 2020 року, в результаті адміністративно-територіальної реформи та ліквідації Зборівського району, село увійшло до складу Тернопільського району.

## Пам'ятки
- церква Святого Архистратига Михаїла (1927; дерев'яна), капличка (2000; мур.).
- Ботанічна пам'ятка природи місцевого значення Липи Ліпінського.
- Споруджено пам'ятник на честь скасування панщини, насипано символічну могилу Борцям за волю України.

## Особи

### У Вірлові народилися
- вчений-медик П. Кузів,
- українська письменниця Лисак-Тивонюк Леся (1921—1981).
- сержант Сагайдак Петро Петрович (17.01.1974 - 03.04. 2024)  —український військовик, учасник російсько-української війни[3].

### Пов'язані з селом
- о. Телішевський Ігнатій був виконувачем обов'язків пароха в селі у 1857 року[4]
- Проживав, помер і похований видатний польський музикант, композитор, скрипаль Кароль Ліпінський, на його могилі встановлено пам'ятник.[5]

## Галерея

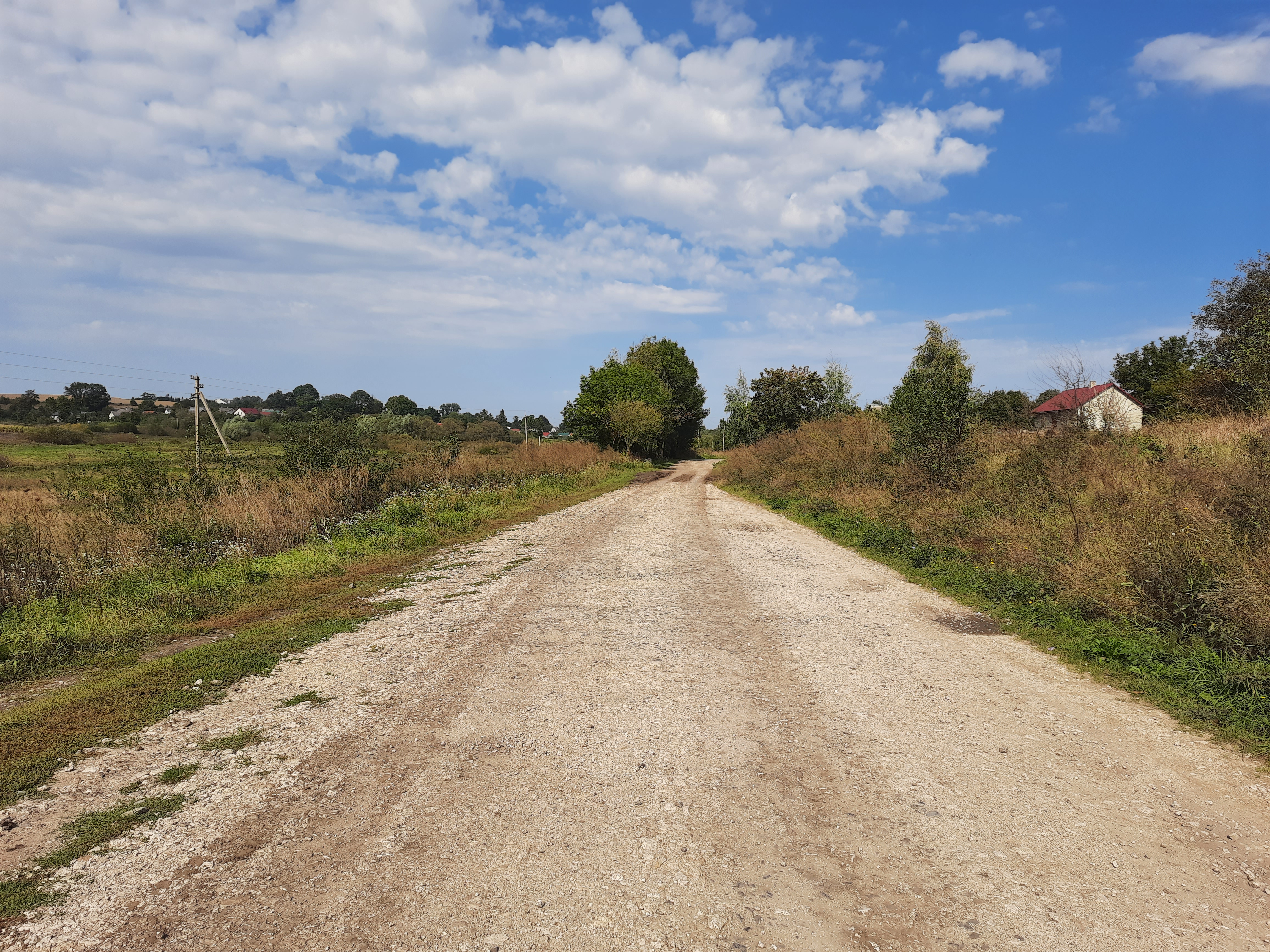
Дорога в село
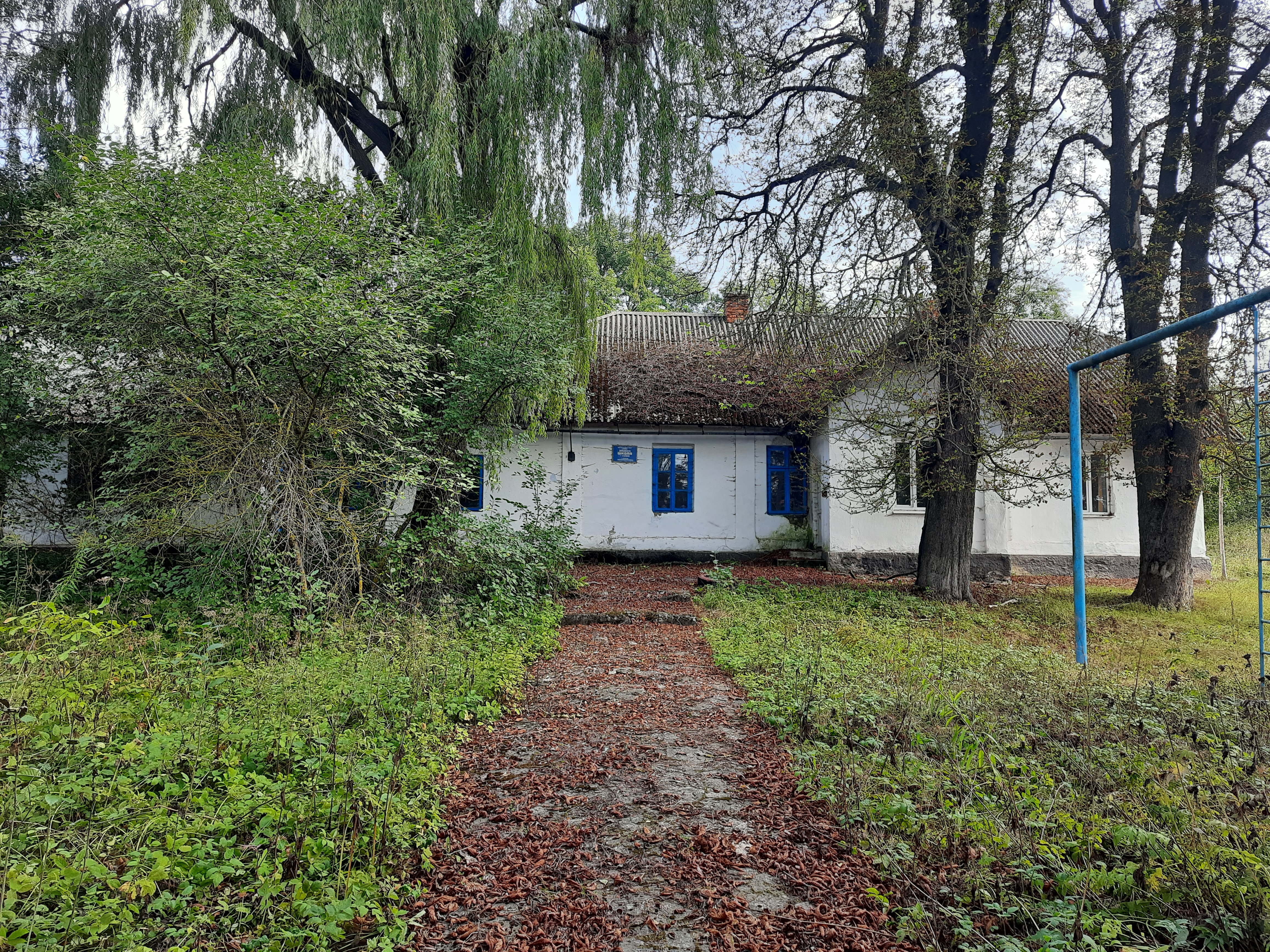
Школа
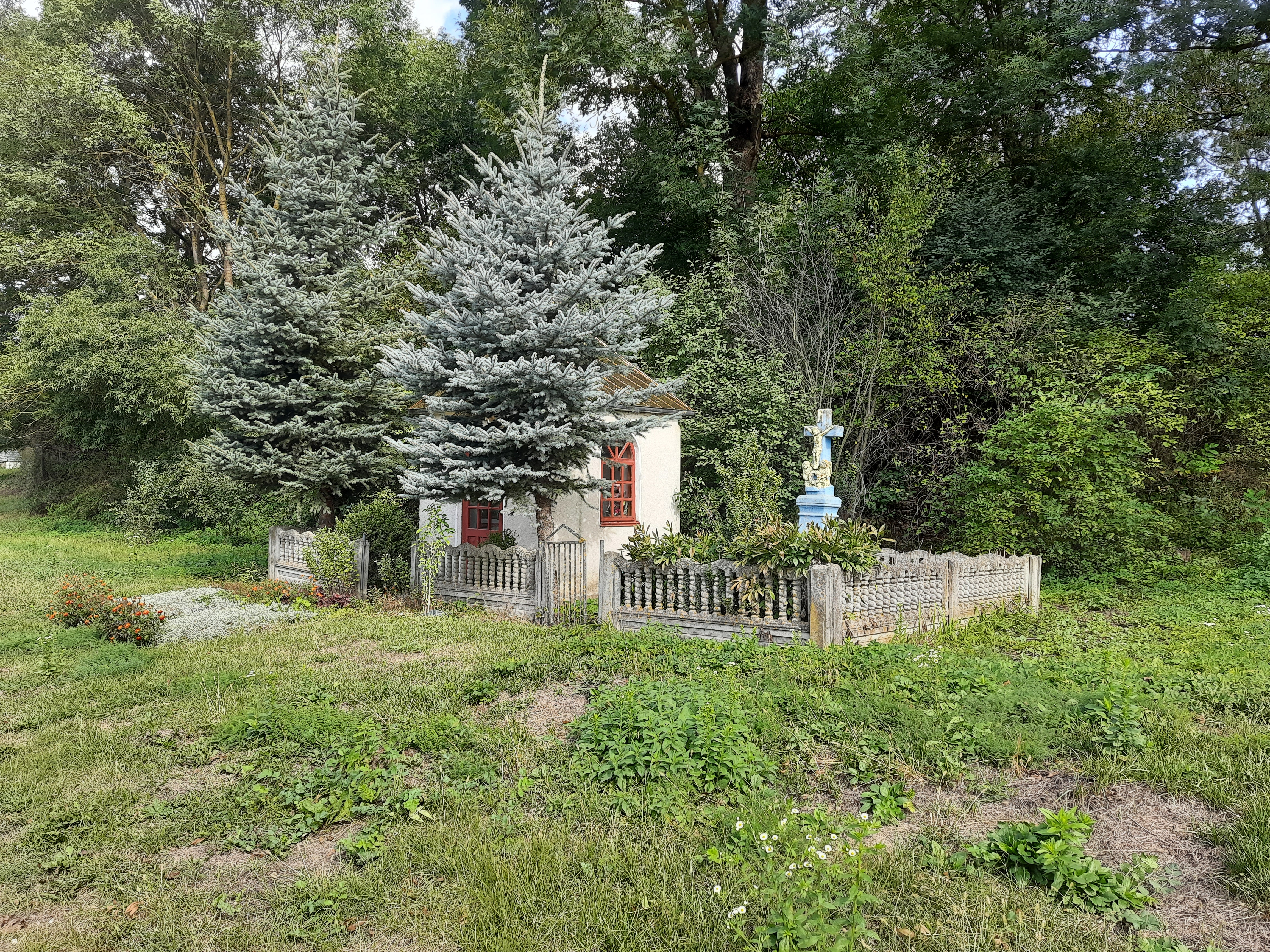
Капличка
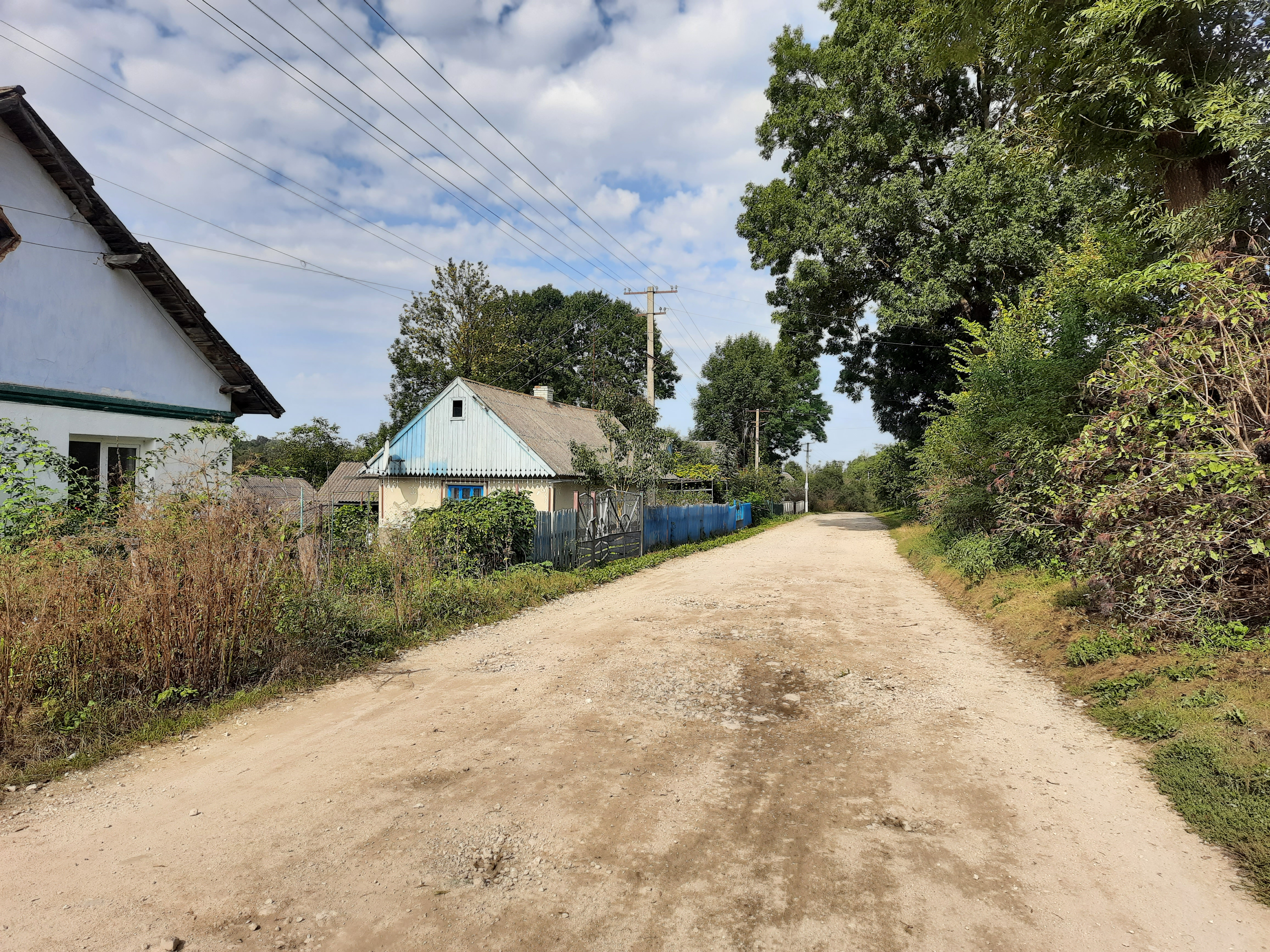
Сільська вулиця

## Мережні ресурси
- Urłów // Słownik geograficzny Królestwa Polskiego. — Warszawa : Druk «Wieku», 1892. — Т. XII. — S. 818. (пол.) — S. 818. (пол.)

| Україна | Це незавершена стаття з географії України. Ви можете допомогти проєкту, виправивши або дописавши її. |